# Grupa Kurelisa
Grupa Kurelisa (łot. Kureļa grupa), zwana też Łotewską Armią Narodową – ochotnicza formacja wojskowa złożona z Łotyszy pod koniec II wojny światowej.

## Historia
W lipcu 1944 r. emerytowany generał Jānis Kurelis utworzył głównie spośród b. członków przedwojennej organizacji paramilitarnej Aizsargi z Rygi konspiracyjną grupę zbrojną. Odbyło się to za przyzwoleniem niemieckich władz okupacyjnych. Niemcy polecili gen. J. Kurelisowi, aby część jego oddziałów zajęła pozycje obronne na froncie pomiędzy miejscowościami Pļaviņas i Ķegums. Około 200 ludzi miało natomiast być skierowanymi na tyły wojsk niemieckich do walki z partyzantką. W rzeczywistości celem Grupy Kurelisa nazywanej przez samych Łotyszy Łotewską Armią Narodową, była walka o niepodległość Łotwy. 
W poł. sierpnia 1944 r. gen. J. Kurelis uznał polityczne zwierzchnictwo nowo utworzonej konspiracyjnej Łotewskiej Rady Centralnej (LCP), kierowanej przez działacza niepodległościowego Konstantīnsa Čakste. Wczesną jesienią 1944 r. oddziały gen. J. Kurelisa przeszły na obszar Kurlandii, działając na tyłach niemieckiej Grupy Armii "Kurlandia". Liczyły wówczas ok. 2-3 tys. ludzi, a w ich skład wchodzili też łotewscy Rosjanie i Polacy. Tam nawiązano kontakt z kierownictwem LCP przebywającym w Ventspils, a także za jego pośrednictwem radiową łączność z posłem łotewskim w Sztokholmie. Generał J. Kurelis próbował skontaktować się z Międzynarodowym Czerwonem Krzyżem w Szwecji w celu zdobycia medykamentów i żywności, ale władze szwedzkie odmówiły ostatecznie pomocy. Szwedzki wywiad uzyskał natomiast informacje o rozmieszczeniu wojsk niemieckich i sowieckich oraz sytuacji wewnętrznej na okupowanej Łotwie. Członkowie Grupy Kurelisa prowadzili też agitację niepodległościową wśród łotewskich żołnierzy Waffen-SS i innych formacji niemieckiej armii.
W rezultacie Niemcy 14 listopada przystąpili do likwidacji Grupy Kurelisa. Większość jej członków dobrowolnie poddała się i zdała broń. Większość oficerów gen. J. Kurelisa (m.in. płk Liepiņš, ppłk Graudiņš, kpt. Kristaps Upelnieks, kpt. J. Mucenieks, por. Liepins, por. Ankravs, ppor. Jānis Gregors, ppor. Rasa, ppor. Prikulis) po procesie przed trybunałem wojskowym zostało rozstrzelanych 20 listopada 1944 r. w Lipawie. Około 500 członków grupy, w tym gen. J. Kurelis, trafiło do obozu koncentracyjnego Stutthof. Jednakże 400-osobowy batalion por. Robertsa Rubenisa, składający się z dwóch ciężkich kompanii, kompanii karabinów maszynowych i kompanii strzeleckiej, odmówił poddania się. Po 25 dniach ciężkich walk (poległ por. R. Rubenis i ok. 160 pozostałych Łotyszy) batalion 10 grudnia 1944 r. rozproszył się na małe grupki, które zbiegły do lasu. Około 70-90 Łotyszy przystąpiło do sowieckiego oddziału partyzanckiego "Krasnaja strieła".